# Kabupaten Simalungun
Kabupaten Simalungun är ett kabupaten i Indonesien.   Det ligger i provinsen Sumatera Utara, i den västra delen av landet, 1 300 km nordväst om huvudstaden Jakarta. Antalet invånare är 840 629.